# Escudo de armas de Mérida (Venezuela)
El Escudo de Armas de la ciudad de Mérida (Venezuela) es el blasón oficial de la ciudad de Mérida, usado por las instituciones públicas adscritas al Municipio Libertador, para la emisión de documentos, sellos y correspondencias. Fue diseñado por Marciano Uzcátegui Urdaneta (1921-1993) en 1955.

## Historia
En vísperas de la conmemoración del cuatricentenario de la ciudad de la ciudad de Mérida (1558-1958) y ante la usencia de un blasón que “significara” la tradición histórica de la urbe andina, el Concejo Municipal de Libertador encomendó al heraldista merideño Uzcátegui Urdaneta para que elaborara el respectivo proyecto, quien no escatimó esfuerzos en la tarea asignada, y en uno de sus viajes a España se puso en contacto con personas especialistas “en aquel arte”. El escudo fue presentado ante el Cabildo merideño y aprobado por sus miembros, el  24 de agosto de 1955, quienes, el 5 de noviembre de ese año mediante resolución ordenaron la edición litográfica de quinientos ejemplares.  

Litografía del Escudo de Armas de la Ciudad de Mérida, 1955

## Descripción
En campo de oro una Cruz de Santiago de Gules. Bordura de azur con cinco águilas de plata. Bordeando del blasón de ven 16 cañones simétricamente repartidos, viniendo del jefe hasta la punta hay siete bocas y una culata a cada costa del blasón. Como remate en la parte superior una cinta de sinople con la siguiente leyenda: "Non Potest cívitas abscondi supra montem posita" . Por la parte superior central tres plumas de los esmaltes gules, oro y azur respectivamente. Haciendo mares a este conjunto caen lambrequines de los mismos esmaltes y colores que el blasón a ambos lados del mismo.

## Significado
El escudo en conjunto representa a la ciudad de Mérida en sus tres épocas o períodos históricos. Las cinco águilas blancas representa el lugar donde habría de fundarse la ciudad (Meseta de los Tatuy), es de decir, la época precolombina. La Cruz de Santiago es la representación gráfica de la ciudad en la época de Conquista y la Colonia; y los cañones representan a la ciudad en el período de la Independencia, pues éstos, junto con los aportes monetarios, mujeres y hombres, contribuyeron a fundar "Patria y Libertad" 

### Significado de las piezas
- Cruz de Santiago: emblema de la Orden de Santiago de los Caballeros y representación de Santiago de Zebedeo, santo apóstol bajo cuya protección Juan Rodríguez Suárez fundó la ciudad de Mérida.
- Bordura con las Cinco Águilas de Plata: hace referencia a la célebre leyenda publicada en 1895 por don Tulio Febres Cordero y a su vez reproduce en el blasón uno de los nombres de esta ciudad: "la ciudad de las cinco águilas blancas".
- Los cañones: recuerdan las contribuciones que  en dinero, armamentos y personas hizo la ciudad de Mérida en pro de la independencia de la República.
- La inscripción: “Non potest civitas abscondi  supra motem posita"  (No es posible ocultar la ciudad tras un monte)
- Las tres plumas: simbolizan el tricolar nacional.

### Significado de los esmaltes y metales
- El oro: simboliza fe, pureza y constancia. Quienes portan este color en los blasones están obligados a defender su patria hasta derramar la última gota de sangre.
- El gules: simboliza el valor y quienes lo llevan están obligados a socorrer a los injustamente oprimidos.
- La plata: simboliza la blancura.
- El azur: símbolo de magestad, hermosura y serenidad.
- El sinople: símbolo de esperanza, abundancia y libertad.